# Mortadelo Extra
Mortadelo Extra fue una revista de historietas de Ediciones B, una de las varias que llevó a Mortadelo en su cabecera. Empezó a publicarse como extra estacional en la Navidad de 1987 y a partir de octubre de 1991 (nº 14) logró periodicidad mensual hasta su desaparición en 1996. No debe confundirse con el Extra Mortadelo de Editorial Bruguera, que nunca tuvo entidad propia.

## Trayectoria editorial
La revista Mortadelo Extra empezó a publicarse como extra de Navidad en diciembre de 1987 y a partir de ahí tuvo una publicación estacional, es decir, cuatro números al año  en primavera, verano, otoño y Navidad. A estos números se les añadieron especiales temáticos (Grandes viajes, evaluaciones, basket, A comprar y ciclismo), hasta que a partir de octubre de 1991 (nº 14) empieza a editarse con periodicidad mensual, llegando hasta los 66 números en marzo de 1996. La revista tenía un formato de 26 x 19 centímetros.

## Contenido
La revista publicaba un contenido más cuidado que otras de la editorial, por lo que pronto se convertía en la más rentable. Incluía historietas clásicas de personajes como Anacleto o Topolino, así como material inédito como el de la serie Superlópez y nuevas historietas de Mortadelo y Filemón.
| Números | Años    | Título                                   | Autoría                | Otros datos                                                              |
| ------- | ------- | ---------------------------------------- | ---------------------- | ------------------------------------------------------------------------ |
| 1       | 12/1987 | Mortadelo y Filemón                      | Bruguera Equip, Ibáñez |                                                                          |
| 1       | 12/1987 | El capitán Serafín y su grumete Diabolín | Segura                 |                                                                          |
| 1       | 12/1987 | Jumfrei                                  | L'Avi/Soez             |                                                                          |
| 1       | 12/1987 | Montse, la amiga de los animales         | Enrich                 |                                                                          |
| 1       | 12/1987 | Roquita                                  | Gosset                 |                                                                          |
| 1       | 12/1987 | Los amiguetes                            | Jaume Rovira           |                                                                          |
| 1       | 12/1987 | Robin Robot                              | Sanchis                |                                                                          |
| 1       | 12/1987 | Estrellito Castro                        | Ramis                  |                                                                          |
| 1       | 12/1987 | Tito Glub                                | Román Cubillo          |                                                                          |
| 1       | 12/1987 | Zipi y Zape                              | Escobar                |                                                                          |
| 1       | 12/1987 | La gorda de las galaxias                 | Nicolás                |                                                                          |
| 1       | 12/1987 | Alí, el genio de la lámpara              | Sifré                  |                                                                          |
| 1       | 12/1987 | El Señor Mago                            | L'Avi                  |                                                                          |
| 1       | 12/1987 | Deliranta Rococó                         | Cremona/Martz Schmidt  |                                                                          |
| 16, 17  | 12/1991 | El Cocograma, El Bobograma               | Ramis                  | Pasatiempos                                                              |
|         |         | El inspector O'Jal                       | Vázquez                |                                                                          |
| 14-48   | 10/1991 | Dr. Pacostein                            | Cera                   |                                                                          |
|         |         | Pasa del Tiempo                          | Cera                   | Pasatiempos                                                              |
|         |         | A la Guai                                | Ramis y Cera           | Noticias y datos curiosos inventados mediante dibujos y collage de fotos |
|         |         | Tranqui y Tronco                         | March                  |                                                                          |
|         |         | Topolino, el último héroe                | Alfons Figueras        |                                                                          |
|         |         | Anacleto, agente secreto                 | Vázquez                |                                                                          |
|         |         | Rompetechos                              | Ibáñez                 |                                                                          |
|         |         | La Panda                                 | Segura                 |                                                                          |
|         |         | Tita y Nic                               | Vázquez                |                                                                          |
|         |         | Sporty                                   | Ramis                  |                                                                          |
|         |         | Hugh el troglodita                       | Gosset                 |                                                                          |
|         |         | Agamenón                                 | Nené Estivill          |                                                                          |
|         |         | Superlópez                               | Jan                    |                                                                          |
|         |         | El profesor Tragacanto                   | Martz Schmidt          |                                                                          |
|         |         | Pafman                                   | Cera                   |                                                                          |